# San Juan del Valle, Puebla
San Juan del Valle är en ort i Mexiko.   Den ligger i kommunen Chilchotla och delstaten Puebla, i den sydöstra delen av landet, 200 km öster om huvudstaden Mexico City. San Juan del Valle ligger 2 316 meter över havet och antalet invånare är 359.
Terrängen runt San Juan del Valle är kuperad åt nordväst, men åt sydost är den bergig. Runt San Juan del Valle är det ganska tätbefolkat, med 65 invånare per kvadratkilometer. Närmaste större samhälle är Rafael J. García, 1,6 km sydost om San Juan del Valle. I omgivningarna runt San Juan del Valle växer i huvudsak blandskog.